# 宇宙快速船
『宇宙快速船』（うちゅうかいそくせん、Invasion of the Neptune Menor The Space Greyhound）是1961年的日本电影。主演 ： 千葉真一。

## 人物

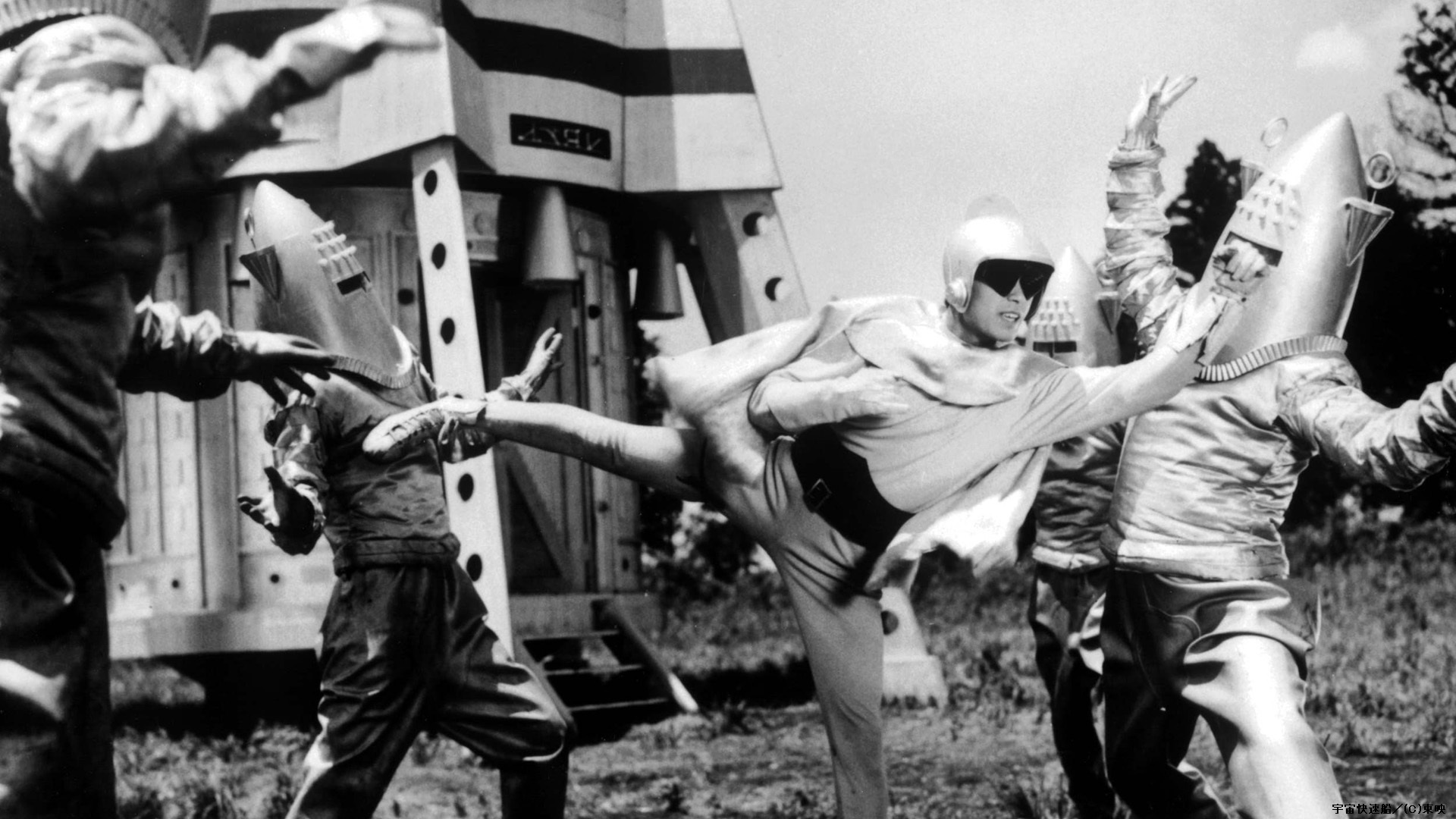
千葉真一如铁锋利打架外侨

- 千葉真一 ： 立花真一 / アイアンシャープ

- 松本克平（日语：松本克平 (俳優)） ： 谷川博士
- 水上竜子（日语：水上竜子） ： 谷川洋子
- 山本哲平 ： 谷川健一
- 中村雅己 ： 伊藤辰夫
- 江沢信行 ： 林三郎
- 川上正夫 ： 稲宮正
- 江原真二郎 ： 柳田理学士
- 小園江五 ： 村瀬忠雄
- 山室公男 ： 千葉肇
- 増田順司（日语：増田順司） ： 田宮博士
- 石川秀道（日语：石川秀道） ： 吉本博士
- 小宮光江 ： 斎藤理学士
- 亀石征一郎（日语：亀石征一郎） ： 山形雄吉
- 岡本四郎（日语：岡本四郎） ： 進藤栄治
- 神田隆（日语：神田隆 (俳優)） ： 滝田防衛長官
- 相馬剛三（日语：相馬剛三） ： 吉富官房長官
- 白河青峰 ： 榎本博士
- 須藤健 ： 三宅幕僚長
- 佐原広二 ： 三上警備隊長
- 南川直（日语：南川直） ： 村井三佐
- 河合絃司（日语：河合絃司） ： 守衛
- 岡野耕作（日语：岡野耕作） ： 記者
- 北峰有二 ： 記者B
- 大木史朗 ： 記者C
- 守屋明 ： 記者D
- 多麻井敏 ： 線路工夫A
- 岡部正純（日语：岡部正純） ： 線路工夫B
- 沢彰謙 ： 犬養陸将
- 山本麟一（日语：山本麟一） ： 藤本一佐
- ハロルド・S・コンウェイ ： ワシントン放送局員
- 関山耕司（日语：関山耕司） ： カリマス
- 轟謙二（日语：轟謙二） ： 宇宙人A
- 松岡吉彦 ： 宇宙人B
- 武永昭義 ： 宇宙人C
- 沢田浩二 ： 宇宙人D
- 鈴木啓太郎 ： 宇宙人E
- 渡辺淳二 ： 宇宙人F
- 山中恒夫 ： 宇宙人G
- 都健二 ： アナウンス
- 片山滉（日语：片山滉） ： 矢部博士

## 人员
- 監督 ： 太田浩児（日语：太田浩児）
- 脚本 ： 森田新
- 原案（日语：原案） ： 渡辺昭洋
- 企画 ： 根津昇・吉川義一
- 撮影 ： 藤井静
- 美術 ： 下沢敬吾
- 音楽 ： 鏑木創（日语：鏑木創）
- 録音（日语：録音技師） ： 大谷政信
- 照明（日语：照明技師） ： 森沢淑明
- 編集 ： 鈴木寛
- スチール ： 鈴木敏雄
- デザイン ： 成田亨
- 特殊技術 ： 矢島信男（日语：矢島信男）
- 助監督 ： 佐藤純弥

## 脚注
1. ↑  竹書房 / イオン編 (编). . 竹書房. 1995-11-30: 53. ISBN 4-88475-874-9. C0076.
2. ↑  . 日本映画製作者連盟.   [2012-08-19]. （原始内容存档于2014-03-02）.